# Monte Po (métro de Catane)
 (mars 2024).
Si vous disposez d'ouvrages ou d'articles de référence ou si vous connaissez des sites web de qualité traitant du thème abordé ici, merci de compléter l'article en donnant les références utiles à sa vérifiabilité et en les liant à la section « Notes et références ».
Monte Po est une station de métro à Catane, en Italie. Ouverte le 22 juillet 2024, elle est depuis lors le nouveau terminus occidental de la seule ligne du métro de Catane, en remplacement de Nesima.

## Situation sur le réseau
La station, de type souterrain, a été construite près du carrefour entre la rocade de Catane, en direction de la jonction du périphérique ouest RA15 "Catane rocade-Misterbianco", et le Corso Carlo Marx, la rue principale du pôle commercial de Misterbianco. Elle dessert le quartier homonyme de Monte Po, en se connectant à celui-ci par un passage souterrain avec accès depuis la place du Marché, et permet d'atteindre la partie la plus proche de la frontière de Catane du pôle commercial.